# Jules François Alexandre Joffrin
Jules François Alexandre Joffrin (Troyes, 16 marzo 1846 – Parigi, 17 settembre 1890) è stato un politico francese.

## Biografia

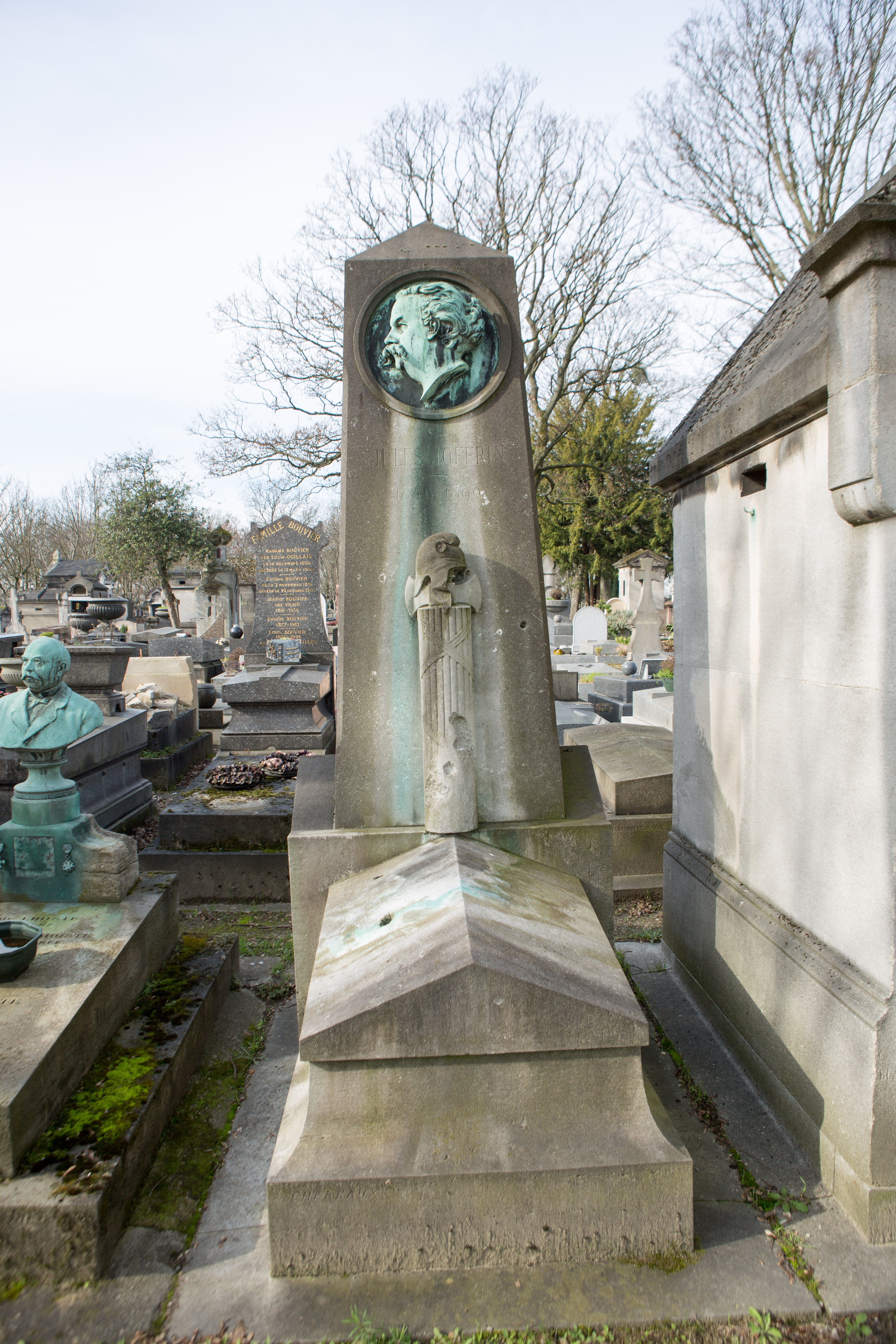
La tomba di Jules François Alexandre Joffrin a Père Lachaise

Joffrin prestò servizio nella Guerra franco-prussiana, fu coinvolto nella Comune di Parigi, e spese undici anni in Inghilterra come esiliato politico. Fece parte del gruppo possibilista del partito socialista, che si opponeva alle posizioni ortodosse di Jules Guesde. Joffrin divenne membro del consiglio municipale di Parigi nel 1885, e vicepresidente dello stesso nel 1888-1889.
Attaccato violentemente dagli organi Boulangisti, L'Intransigeant e La France, vinse contro di loro una causa per diffamazione, e nel 1889 contese il XVIII arrondissement di Parigi al Generale Boulanger, che ottenne una maggioranza di 2.000 voti, ma venne dichiarato ineleggibile.
Joffrin venne ammesso alla Camera sono dopo un'accesa discussione, e continuò ad essere attaccato dai nazionalisti.
Morì a Parigi il 17 settembre 1890 ed è stato sepolto presso il Cimitero di Père-Lachaise.
A lui è stata dedicata una stazione della metropolitana di Parigi.